# Avicularia obscura
Avicularia obscura är en spindelart som först beskrevs av Anton Ausserer 1875.  Avicularia obscura ingår i släktet Avicularia och familjen fågelspindlar.
Artens utbredningsområde är Colombia. Inga underarter finns listade.